# 신중동역
신중동역(新中洞驛, Sinjung-dong station)은 경기도 부천시 원미구 중동에 있는 서울 지하철 7호선의 전철역이다. 당초 정식 명칭으로 계남역(桂南驛)으로 가닥을 잡았다가, 중동신도시 주민들의 요청에 따라 신중동역으로 최종 확정되었다.

## 역사
- 2012년 10월 27일 : 서울 지하철 7호선 온수 ~ 부평구청 연장 구간 개통과 함께 영업 개시
- 2022년 1월 1일 : 인천교통공사로 운영권 이관

## 역 구조
1면 2선의 섬식 승강장을 갖춘 지하역이며,  스크린도어가 설치되어 있다. 출구는 7개이다. 승강장이 매우 커서 상대식 승강장처럼 방향별로 통로가 별도로 설치되어 있으며, 일부가 상대식 승강장처럼 생겼다.

### 승강장
| 춘의 ↑     |
| 하 상 \|   |
| ↓ 부천시청 |

| 상행 | ● 서울 지하철 7호선 | 부천종합운동장 · 온수 · 대림 · 강남구청 · 장암방면           |
| 하행 | ● 서울 지하철 7호선 | 부천시청 · 상동 · 삼산체육관 · 굴포천 · 부평구청 · 석남 방면 |

## 역 주변
출구는 모두 7개가 있으며, 3번 출구는 롯데백화점 중동점과 연결되어 있다.
- 롯데백화점 중동점
- 롯데시네마 부천
- 중1동 주민지원센터
- 부천현대요양병원
- 부천원미경찰서
- 부천중앙초등학교
- 심원초등학교
- 부천고용센터
- 부천교육지원청
- 부천근로자종합복지관
- 부천세무서
- 부천시립꿈빛도서관
- 부천옥산초등학교
- 중3동 주민지원센터
- 부흥중학교
- 중흥초등학교
- 중흥중학교
- 심원고등학교
- 유베이스
- 길주공원
- 약대동

## 이용객 변동
2012년 자료는 개통일인 2012년 10월 27일부터 12월 31일까지인 66일 기준으로 환산한 것이다.
| 노선  | 노선   | 일평균 인원수 (명/일) | 일평균 인원수 (명/일) | 일평균 인원수 (명/일) | 일평균 인원수 (명/일) | 일평균 인원수 (명/일) | 일평균 인원수 (명/일) | 일평균 인원수 (명/일) | 일평균 인원수 (명/일) | 각주        |
| 노선  | 노선   | 2010년                | 2011년                | 2012년                | 2013년                | 2014년                | 2015년                | 2016년                | 2017년                | 각주        |
| ----- | ------ | --------------------- | --------------------- | --------------------- | --------------------- | --------------------- | --------------------- | --------------------- | --------------------- | ----------- |
| 7호선 | 승차   | 미개통                | 미개통                | 10,160                | 11,669                | 13,419                | 13,980                | 14,379                | 14,340                | [ 1 ] [ 2 ] |
| 7호선 | 하차   | 미개통                | 미개통                | 9,974                 | 11,593                | 13,308                | 13,908                | 14,258                | 14,135                | [ 1 ] [ 2 ] |
| 7호선 | 승하차 | 미개통                | 미개통                | 20,134                | 23,262                | 26,727                | 27,888                | 28,637                | 28,475                | [ 1 ] [ 2 ] |

## 사진

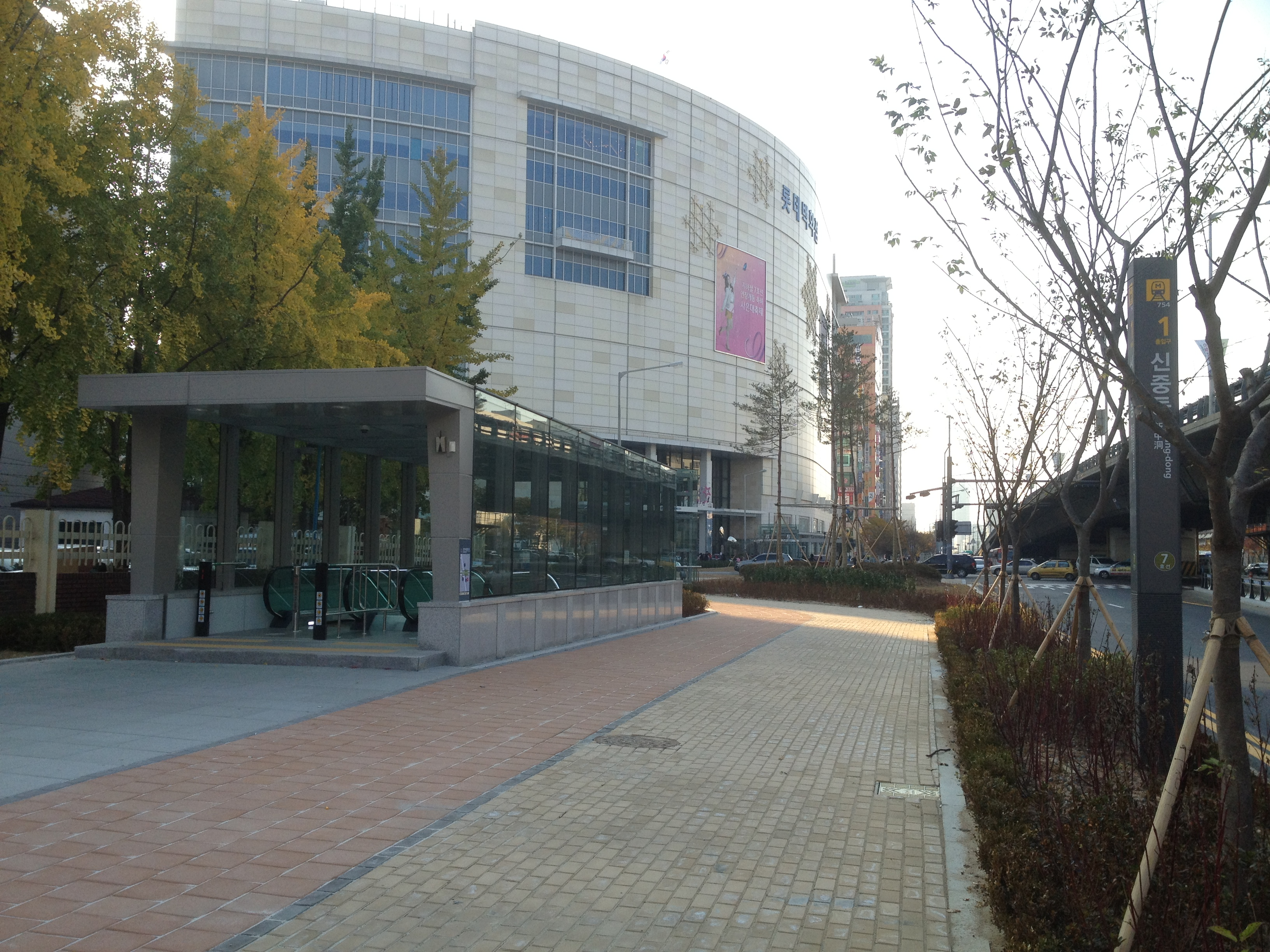
1번 출구
대합실

## 인접한 역
| 서울 지하철 7호선  | 서울 지하철 7호선   | 서울 지하철 7호선      |
| ------------------ | ------------------- | ---------------------- |
| 753 춘의 장암 방면 | ● 서울 지하철 7호선 | 755 부천시청 석남 방면 |